# San Clemente de Valdueza
San Clemente de Valdueza es una localidad española perteneciente al municipio de Ponferrada, en la comarca del Bierzo, provincia de León, comunidad autónoma de Castilla y León. 
Situado en la comarca tradicional de Valdueza, en los Montes Aquilianos, San Clemente fue cabecera de su propio municipio a mediados del siglo XIX, quedando desde entonces incorporado al antiguo municipio de San Esteban de Valdueza.